# Luca Urgese

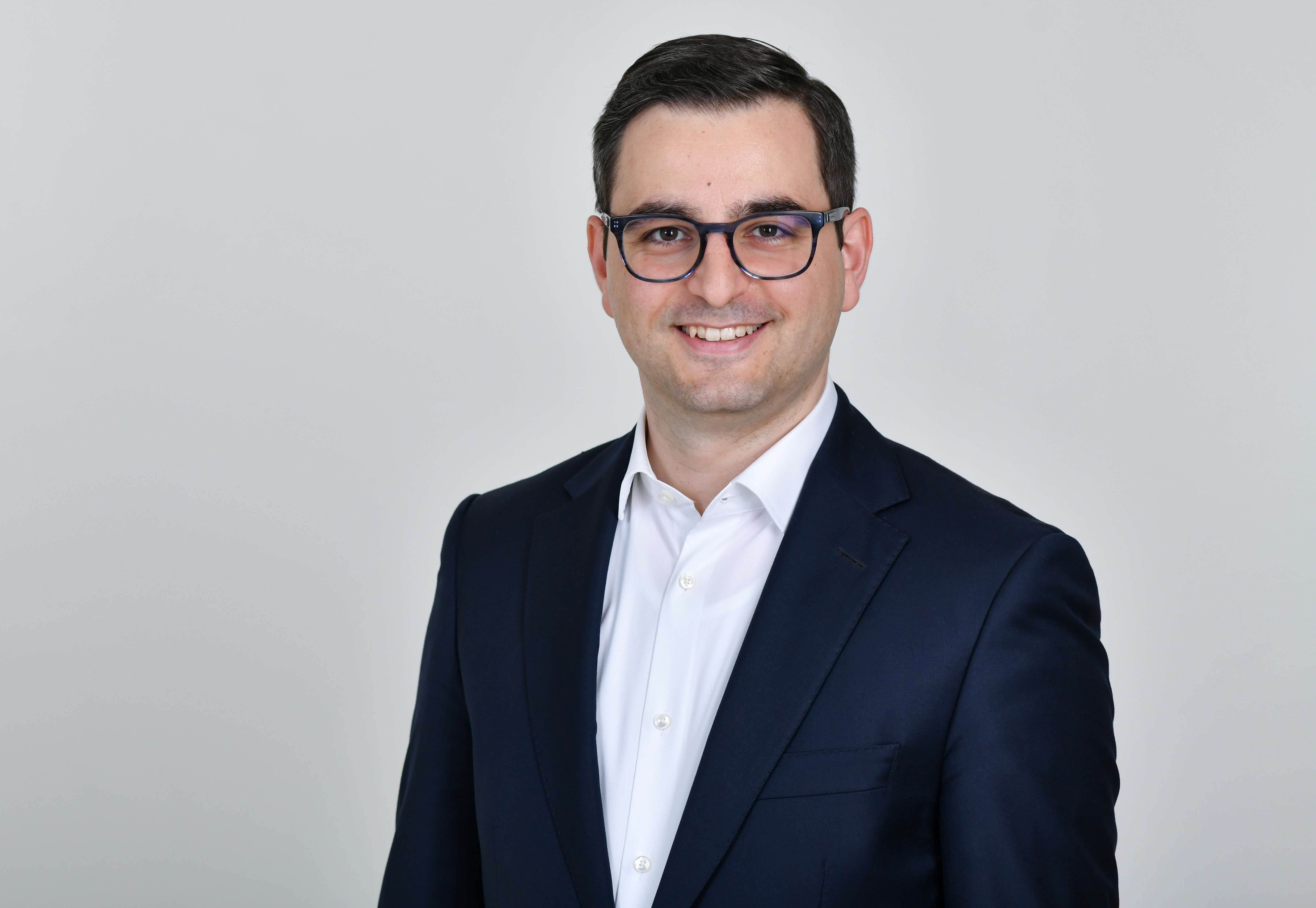
Luca Urgese (2020)

Luca Urgese (/'urdӡeze/) (* 5. September 1986 in Basel; heimatberechtigt in Basel) ist ein Schweizer Jurist und Politiker (FDP).

## Leben
Luca Urgese wurde als Sohn eines Automechanikers und einer Kauffrau geboren.
Er studierte Rechtswissenschaften an der Universität Basel und der Universität Bern und schloss das Studium 2010 mit dem MLaw ab. Seit 2018 leitet er den Bereich Finanzen und Steuern bei der Handelskammer beider Basel. Bei der Ersatzwahl für den Regierungsrat im April 2024 tobte ein heftiger Kampf zwischen Urgese und seinem Konkurrenten Mustafa Atici. Im Rahmen dessen kam es aus dem rechten Lager zu dem von einigen als rassistisch eingestuften Slogan ‚Pasta statt Döner‘ gegen den SP-Kandidaten Mustafa Atici, was zum bundesweit beachteten Dönerskandal führte. Mustafa Atici konnte die anschliessende Wahl deutlich für sich entscheiden. Urgese kündigte darauf an, keinen neuen Anlauf als Regierungsratskandidat wagen zu wollen.

## Politik
Urgese trat im Alter von 16 Jahren den Jungfreisinnigen Basel-Stadt bei.
Von 2016 bis 2021 war er Parteipräsident der FDP.Die Liberalen Basel-Stadt.
Seit 2014 ist Urgese Mitglied des Grossen Rates des Kantons Basel-Stadt und war in folgenden Kommissionen engagiert:
- Spezialkommission Klimaschutz (2019–2021)[8]
- Justiz-, Sicherheits- und Sportkommission (2014–2021)[9]
- Bildungs- und Kulturkommission (2014–2017)

Seit Beginn der aktuellen Legislatur ist er Mitglied der Wirtschafts- und Abgabekommission.
Er wurde drei Mal in Folge als gewerbefreundlichster Grossrat Basels ausgezeichnet, gemäss Ranking des Gewerbeverbands Basel-Stadt.

## Weitere Tätigkeiten
Urgese ist Mitbegründer des Bunds der Steuerzahler Basel-Stadt und agierte mit SVP-Politiker Joël Thüring als dessen Co-Präsident.